# Збігнєв Боченський
Збігнєв Боченський (пол. Zbigniew Bocheński; 4 листопада 1901, Кросно — 1 серпня 1976, Краків) — польський історик і музеєзнавець, який спеціалізується на дослідженнях зброї.

## Біографія
Був сином Зигмунта та Гелени, уродженої Таласевичів. Випускник 4-ї реальної неповної середньої школи. Генрика Сєнкевича в Кракові (1912—1920), пізніше на факультеті історії мистецтва та передісторії Ягеллонського університету, зі ступенем доктора філософії (1921—1926).
З 1923 р. асистент Художньо-археологічного музею Ягеллонського університету, з 1929 р. куратор Національного музею в Кракові.
У 1930—1950 рр. секретар Об'єднання музеїв Польщі та редактор «Музейного щоденника», секретар інших комісій і комітетів охорони пам'яток, а також науковий секретар Комісії історії мистецтв Академії мистецтв і наук (1931—1936). У 1932 році одружився з Анною Місєж.
Під час Другої світової війни брав участь у переховуванні та порятунку від окупантів колекцій музею, зокрема картини Яна Матейка «Вшанування Пруссії». Після війни очолював відділи військового і цехового мистецтва та визначення втрат війни музею, з 1950 р. заступник директора з наукової роботи. До виходу на пенсію в 1971 р. У 1955 р. отримав звання доцента.
Був співзасновником Асоціації любителів старовинної зброї та колориту, її першим президентом у 1957—1971 рр. та почесним членом з 1972 р. Творець і головний редактор квартальника «Arsenał» у 1957—1958 рр. та пізніше журналу «Дослідження з історії старовинної зброї та військового одягу» (пол.: Studia do Dziejów Dawnego Ubroża i Ubioru Wojskowy). З 1975 року він обіймав посаду заступника голови Комітету теорії та історії мистецтва Відділення Польської академії наук у Кракові.
Нагороджений лицарським і офіцерським хрестами ордена Відродження Польщі у 1939 та 1963 роках, медаллю 10-річчя ПНР у 1955 році та знаком «Передник праці» також у 1955 році. Почесний член італійського товариства зброї «Accademia di San Marciano» в Турині з 1962 року.

## Видавнича творчість
- Збігнєв Боченський опублікував, серед іншого:
- Укріплена садиба в Дембно (Краків 1926)
- Оборонна садиба архієпископа Владислава Опоровського (пом. 1453) в Опорові біля Кутна (Краків 1930)
- Польські ранньосередньовічні шоломи (Краків 1930)
- Картини Джамбаттісти Піттоні в костелі Богоматері в Кракові (Краків 1934)
- Нові матеріали до питання польських ранньосередньовічних шоломів (Краків 1935 р.)
- Гармати Освальда Бальднера (Краків 1937)
- Краківська гільдія мечників (Краків 1937 р.)
- Замок у Дембно (Варшава 1948)
- Група польських шабель другої половини XVIII ст. (Краків 1956 р.)
- Із досліджень польської гусарської броні (Краків 1960)
- Спроба визначити походження польських гусарських обладунків (Краків 1964 р.)
- Бехтера з 1580 року та його походження в типологічному та порівняльному контексті (Краків 1971)

## «Товариство любителів старовинної зброї та кольорів»
Товариство любителів старовинної зброї та кольорів було створено в Національному музеї в Кракові 20 квітня 1957 року Збіґнєвом Боченським та Яном Бендою як продовження довоєнної Асоціації друзів Музею армії. Моментом заснування організації з не комуністичною традицією став період відлиги в польській політиці, після знаменитого ХХ з'їзду Комуністичної партії в Москві в лютому 1956 року.
Як писав проф Здзіслава Жигульського, згодом багаторічного президента Асоціації, головною ідеєю було «підтримувати та передавати наступним поколінням військову традицію, збережену в реальних предметах, в зброї та одязі, спорядженні, у військових знаках і відзнаках, у документах. і музика, в фортифікації та військовій архітектурі, у війні флоту».
Місцеве товариство в Кракові незабаром поширило свою діяльність на інші міста. У 1957 році було засновано філію у Вроцлаві (відновлено у 1976 році після припинення діяльності), а потім у Варшаві (1958), Лодзі (1964), Познані (1965), Любліні (1969), Ченстохові (1969, ліквідовано у 2003). , у Ґданську (1973), у Колобжезі (1975, ліквідований у 1993), у Катовіце (1977) та в Бидгощі (1994, ліквідований у 2009). Створено також міжосередкові секції: секція колекціонерів історичних фігур (1967 р., розформована в 1993 р.) та польська секція японського меча (2011 р.).
У 1972 році Польська академія наук визнала науковий характер Асоціації та включила її до переліку дочірніх організацій. Наукова діяльність членів і прихильників досі фіксується у виданнях Асоціації. У 1957-58 рр. вийшло п'ять номерів «Арсеналу», згодом заборонених цензурою, що призвело до перерви у видавничій діяльності на кілька років. Лише в 1963 р. у співпраці з Національним музеєм у Кракові розпочато видання періодичного видання «Студії з історії стародавньої зброї та військового одягу», яке продовжується донині. Крім того, з 1985 р. Верхньосілезьке відділення в Катовіцах видає періодичне видання «Dawna Broń i Barwa», а познанське відділення видає «Arsenał Poznański». З самого початку Асоціація також веде інтенсивну просвітницьку діяльність, організовуючи раз на кілька років численні (зазвичай раз на місяць) лекції та тематичні наукові сесії.
До складу Асоціації увійшли найвидатніші фахівці в галузі старої військової техніки післявоєнного періоду. Важко перелічити їх усіх, але деякі з найвидатніших імен точно можна назвати:
- Збігнєв Боченський
- Януш Богдановський
- Александер Червінський
- Станіслав Гепнер
- Маріан Ґлосек
- Ірена Грабовська
- Марія (Ванда) Ґродзицька
- Анджей Надольський
- Фелікс Щібалло
- Здзіслав Жигульський юн.

ПРЕЗИДЕНТИ СПІЛКИ (1957—2012)
- проф. Збігнєв Боченський (1957—1971)
- проф. Zdzisław Żygulski jun. (1972—1997)
- проф. Януш Богдановський (1998—2001)
- проф. Олександр Гутерч (2002—2016)
- проф. Марек Дуткевич (2016-)